# Tenderly (高橋由美子のアルバム)
『Tenderly』（テンダリー）は、日本の歌手・高橋由美子が1994年7月21日に発売した7枚目のオリジナル・アルバムである。

## 概要
- 前作初のベストアルバム『SINGLE COLLECTION Steps』を挟んだが、オリジナルアルバムとしては『Prelude』からちょうど1年ぶりのリリースとなる。
- シングル「yell」のカップリング曲「あなただけを」、「友達でいいから」を収録。また「そんなのムリ!」が先行してシングルカットされた（カップリングは「想い出あげない」）。なお「Good-bye Tears」は収録されていない。
- 歌手デビュー後初となる高橋自身の作詞楽曲も収録されている。

## 売上
週間オリコンチャートにおいては8位を記録、登場週数は5週。

## 収録曲
| 全編曲: 岩本正樹。 |                               |            |            |       |
| #                  | タイトル                      | 作詞       | 作曲       | 時間  |
| 1.                 | 「Kissする前に」              | TAMTAM     | TAMTAM     | 4:20  |
| 2.                 | 「そんなのムリ!」             | 柚木美祐   | 本島一弥   | 4:37  |
| 3.                 | 「週末が晴れたなら」          | 原真弓     | 金田一郎   | 4:27  |
| 4.                 | 「泣いてもいいよね」          | 秋元薫     | 秋元薫     | 5:19  |
| 5.                 | 「A song for you」            | 高橋由美子 | 浅田直     | 4:18  |
| 6.                 | 「想い出あげない」            | 西岡千恵子 | 西岡千恵子 | 4:48  |
| 7.                 | 「天使か悪魔」                | 柚木美祐   | 高野ふじお | 4:36  |
| 8.                 | 「8分休符」                   | 渡辺なつみ | 松浦有希   | 5:20  |
| 9.                 | 「友達でいいから（Dry-Mix）」 | TAMTAM     | TAMTAM     | 4:31  |
| 10.                | 「あなただけを」              | 秋元薫     | 秋元薫     | 5:31  |
| 合計時間:          | 合計時間:                     | 合計時間:  | 合計時間:  | 47:47 |